# Guo Zhengxin
Guo Zhengxin (* 1. August 1979 in Harbin) ist ein ehemaliger chinesischer Eiskunstläufer, der im Einzellauf startete.
Guo Zhengxin gehörte neben Zhang Min und Li Chengjiang zur ersten Generation chinesischer Einzelläufer, die sich ab Mitte der 1990er-Jahre in der erweiterten Weltspitze etablieren konnten. 1996 wurde er in Brisbane Dritter der Junioren-Weltmeisterschaft und wiederholte diesen Erfolg im folgenden Jahr in Seoul. Somit ist er der erste männliche Einzelläufer, der für China eine Medaille bei einer ISU-Meisterschaft gewinnen konnte. Er galt als sprungstark, aber schwach in der Präsentation. Guo ist der erste Eiskunstläufer, der erfolgreich zwei vierfache Toeloops im selben Kürprogramm sprang. Er ist ebenfalls der erste Läufer, der bei Olympischen Spielen eine Vierfachtoeloop-Doppeltoeloop-Kombination zeigte.

## Ergebnisse (Auswahl)
| Wettbewerb / Saison               | 1995/96 | 1996/97 | 1997/98 | 1998/99 | 1999/2000 | 2000/01 | 2001/02 |
| --------------------------------- | ------- | ------- | ------- | ------- | --------- | ------- | ------- |
| Olympische Winterspiele           |         |         | 8.      |         |           |         |         |
| Weltmeisterschaften               | 26.     | 19.     | 12.     | 7.      | 8.        |         |         |
| Vier-Kontinente-Meisterschaftenen |         |         |         | 8.      |           |         | 12.     |
| Junioren-Weltmeisterschaften      | 3.      | 3.      |         |         |           |         |         |
| Chinesische Meisterschaft         |         |         |         |         | 3.        |         |         |
| –                                 |         |         |         |         |           |         |         |
| Grand-Prix-Wettbewerb / Saison    | 1995/96 | 1996/97 | 1997/98 | 1998/99 | 1999/2000 | 2000/01 | 2001/02 |
| NHK Trophy                        |         | 6.      | 3.      |         |           |         |         |
| Cup of Russia                     |         |         |         |         | 3.        |         |         |
| Trophée Lalique                   |         |         | 8.      |         |           |         |         |
| Sparkassen Cup                    |         |         |         |         | 2.        |         |         |
| Grand-Prix-Finale                 |         |         |         |         | 5.        |         |         |